# Загорський (Александровський район)
Заго́рський (рос. Загорский) — селище у складі Александровського району Оренбурзької області, Росія.

## Населення
Населення — 236 осіб (2010; 301 у 2002).
Національний склад (станом на 2002 рік):
- росіяни — 53 %